# Itame buffonaria
Itame buffonaria là một loài bướm đêm trong họ Geometridae.